# Open Sud de France 2012
Open Sud de France 2012 — тенісний турнір, що проходив на кортах з твердим покриттям у місті Монпельє, Франція з 30 січня . Належав до категорії ATP World Tour 250.

## Фінальна частина

### Одиночний розряд
Томаш Бердих —  Гаель Монфіс 6–2, 4–6, 6–3

### Парний розряд
Ніколя Маю /  Едуар Роже-Васслен —  Пол Генлі /  Джеймі Маррей 6–4, 7–6(7–4)